# Desvío Km 405
Desvío Km 405 es una estación de ferrocarril ubicada en las afueras de la ciudad de Curuzú Cuatiá del Departamento Curuzú Cuatiá en la Provincia de Corrientes, República Argentina. 

## Servicios
Se encuentra precedida por el Apeadero Minuanes y le sigue la Estación Curuzú Cuatiá.